# Józefówka
Józefówka – wieś w Polsce położona w województwie lubelskim, w powiecie tomaszowskim, w gminie Rachanie.
Miejscowość położona przy drodze wojewódzkiej nr .
W latach 1975–1998 miejscowość administracyjnie należała do ówczesnego województwa zamojskiego.
Wieś jest sołectwem w gminie Rachanie. Według Narodowego Spisu Powszechnego Ludności i Mieszkań z roku 2011 wieś miała 390 mieszkańców.
Wierni Kościoła rzymskokatolickiego należą do parafii pod wezwaniem Matki Bożej Królowej Świata w Grodysławicach lub do parafii pod wezwaniem Przemienienia Pańskiego w Rachaniach.